# Dioh Williams
 Dioh Clarence Williams (* 8. Oktober 1984 in Monrovia) ist ein ehemaliger liberianischer Fußballspieler.

## Verein
Williams spielte als Jugendlicher in seinem Heimatland bis 2001 für den Monrovia Black Star FC, ehe er nach Schweden ging und sich dem Viertligisten Floda BoIF anschloss. Dort überzeugte er als regelmäßiger Torschütze, so dass ihn der Göteborger Klub BK Häcken, für den bereits die Landsmänner Dulee Johnson und Jimmy Dixon aufliefen, ab der Zweitliga-Spielzeit 2003 verpflichtete. Mit 16 Saisontoren setzte er sich hinter Göran Marklund und Mats Lilienberg an dritte Stelle der Torschützenliste der Liga und führte den Klub somit auf den dritten Tabellenrang. In den Relegationsspielen gegen GIF Sundsvall verpasste er jedoch mit der Mannschaft den Aufstieg in die Allsvenskan. Auch in der anschließenden Spielzeit erzielte er abermals 16 Saisontreffer, einzig Stefan Bärlin überbot ihn mit 23 Toren im Saisonverlauf. Dieses Mal platzierte er sich allerdings mit dem Klub an der Tabellenspitze und stieg in die erste Liga auf.
Mit acht Saisontoren verhalf Williams der Mannschaft um Spieler wie Christoffer Källqvist, Teddy Lučić oder Johan Lind zum Klassenerhalt in der Allsvenskan. In der folgenden Spielzeit sank seine Trefferquote, ihm gelangen nur vier Tore. Parallel fand sich der Klub im Abstiegskampf wieder und beendete die Erstliga-Spielzeit 2006 auf dem Relegationsplatz. Erneut blieb er hier mit der Mannschaft erfolglos, nach zwei Niederlagen gegen den Stockholmer Klub IF Brommapojkarna trat der Verein den Gang in die Zweitklassigkeit an. Nach dem Abstieg blieb er dem Verein zunächst treu und verlängerte im März 2007 seinen Kontrakt bis Ende 2008. Nachdem er jedoch bis zum Sommer erneut zehn Tore geschossen hatte, meldeten sich höherklassige und ausländische Interessenten und Ende August unterschrieb er einen Vertrag beim dänischen Klub Aarhus GF.
Sein Debüt in der Superliga krönte Williams mit dem spielentscheidenden Treffer zum 1:0-Auswärtssieg beim Randers FC. Im weiteren Saisonverlauf bildete er mit Peter Graulund das Sturmduo des Vereins, der die Spielzeit auf dem letzten Nicht-Abstiegsplatz beendete. In der ersten Hälfte der Superliga-Spielzeit 2008/09 zeichnete er sich als fünffacher Torschütze aus, ehe er sich in der Winterpause an der Achillessehne verletzte. Nach einem halben Jahr Pause kehrte er im Sommer auf den Fußballplatz zurück. Allerdings ließ er in der Folge seine Torgefahr vermissen, so dass er seinen Stammplatz verlor und den Abstieg des Klubs in die Zweitklassigkeit nicht verhindern konnte.
Ende August 2010 verhandelte Williams mit dem russischen Klub Alanija Wladikawkas und wechselte auf Leihbasis in die Premjer-Liga. Bei der 1:2-Niederlage gegen ZSKA Moskau durch ein Tor von George Florescu bei Gegentoren durch Zoran Tošić und Seydou Doumbia am 29. August stand er in der Startelf, wurde aber zur Halbzeit ausgewechselt. Dies blieb bis zum Saisonende sein einziger Einsatz in der höchsten russischen Spielklasse.
Im Januar 2011 kehrte Williams zum BK Häcken zurück, der sich nach einmonatigen Verhandlungen mit Aarhus GF und Spieler über einen Wechsel einigen konnte, und unterschrieb beim Göteborger Klub einen Vertrag mit drei Jahren Laufzeit. Hier stand er über weite Strecken der Spielzeit 2011 im Schatten von René Makondele, John Chibuike und Mathias Ranégie und kam erst ab September, als die beiden letztgenannten den Verein während der Sommertransferperiode verlassen hatten, zu mehr Spielzeit und stand bis zum Saisonende in der Startformation. In den letzten beiden Spielen traf er jeweils einmal, dennoch verpasste der Klub durch jeweilige Niederlagen als Tabellensechster einen Platz im Europapokal. Auch in der folgenden Spielzeit war er zunächst nur Ersatzspieler, da sich der im Vorjahr lange Zeit verletzt ausgefallene Björn Anklev in der Offensivreihe neben Makondele und dem neu verpflichteten Mittelstürmer Abdul Majeed Waris etabliert hatte. Ab dem Sommer stand er jedoch in der Mittelfeldreihe häufiger in der Startelf, sein Saisondebüt in der Anfangself Ende Juni krönte er beim 2:1-Auswärtserfolg bei Örebro SK mit seinem ersten Saisontreffer und der Vorlage zum zweiten Treffer durch Makondele. In der Spielzeit 2012 noch Vizemeister rutschte er mit dem Klub in der folgenden Spielzeit in die zweite Tabellenhälfte ab.
Im Februar 2014 wechselte Williams innerhalb der Allsvenskan und unterschrieb einen Dreijahresvertrag beim Gefle IF, der gleichzeitig Anders Bååth von Erstliga-Absteiger Syrianska FC verpflichtet hatte. Dort war er drei Spielzeiten aktiv und schoss in 86 Pflichtspielen 18 Treffer. Nach einem Jahr ohne Verein schloss er sich 2018 dem TC Sports Club auf den Malediven an und gewann mit dem Klub aus der Hauptstadt auf Anhieb die nationale Meisterschaft. Zwei Jahre später kehrte Williams wieder nach Schweden zurück und spielte für den Viertligisten Fanna BK und zuletzt bis Ende 2022 beim Amateurverein Procyon BK.

## Nationalmannschaft
Von 2004 bis 2016 absolvierte Weeks 24 Länderspiele für die liberianischen A-Nationalmannschaft und erzielte dabei fünf Treffer.

## Erfolge
- Maledivischer Meister: 2018